# Martin Stock (Rechtswissenschaftler)
Martin Stock (* 18. Oktober 1933 im damaligen Drossen/Neumark, heute Ośno Lubuskie, Polen; † 11. Oktober 2022 in Bielefeld) war ein deutscher Rechtswissenschaftler und Hochschullehrer.

## Leben und Wirken
Stock studierte Rechtswissenschaften in Göttingen, Berlin und München und promovierte 1968/69 in Göttingen zum Thema Pädagogische Freiheit und politischer Auftrag der Schule (überarbeitete Fassung der Dissertation 1971 unter diesem Titel erschienen). Die Habilitation erfolgte 1974 in München. Aus der Habilitationsschrift ist 1985 die Monographie Medienfreiheit als Funktionsgrundrecht hervorgegangen. Stock war von 1980 bis zum 1. März 1999 Professor für Staats- und Verwaltungsrecht an der Fakultät für Rechtswissenschaft der Universität Bielefeld und von 1993 bis 1994 Dekan dieser Fakultät. Sein Forschungsinteresse galt zunächst dem Schul- und Bildungsrecht. Er publizierte zu Fragen der pädagogischen Freiheit des Lehrers und der schulischen Autonomie, vor allem zum Religionsrecht und Religionsunterricht, insbesondere dem Islamunterricht in der Schule. 
Das wesentliche Thema seiner Forschung war in der Folge das Rundfunk- und Medienrecht. In seinen rundfunkrechtlichen Schriften befasste sich Stock mit dem öffentlich-rechtlichen Rundfunk, dem dualen System aus öffentlichem und privatem Rundfunk, hier insbesondere der rechtlichen Ausgestaltung des privaten Rundfunks in Nordrhein-Westfalen, und auch mit europarechtlichen Fragen.
Von 1987 bis 2002 war Stock als Verbandsvertreter Mitglied der Rundfunkkommission der Landesanstalt für Rundfunk Nordrhein-Westfalen (LfR) (heute: Landesanstalt für Medien) und war Gründungsmitglied des Initiativkreises öffentlich-rechtlicher Rundfunk (IÖR) Köln.
Darüber hinaus beschäftigte er sich auch mit dem Umwelt-, hier insbesondere dem Naturschutzrecht. Stock wirkte zudem über viele Jahre als Mitorganisator der interdisziplinären Veranstaltungsreihe „Forum Offene Wissenschaft“ an der Universität Bielefeld.

## Werke (Auswahl)
- Zur Theorie des Koordinationsrundfunks. 1981.
- Koordinationsrundfunk im Modellversuch. 1981.
- Medienfreiheit als Funktionsgrundrecht. 1985
- Landesmedienrecht im Wandel. 1986
- Neues Privatrundfunkrecht. 1987
- Nordrhein-Westfälisches Rundfunkrecht. 1993.
- Mit Horst Röper, Bernd Holznagel: Medienmarkt und Meinungsmacht. 1997.
- Straßenkommunikation als Gemeingebrauch. 1999
- Medienfreiheit in der EU-Grundrechtscharta. 2000.
- Innere Medienfreiheit: Ein modernes Konzept der Qualitätssicherung. 2001.
- Islam im Rundfunk – wie eigentlich? 2007.